# Веля, Ян
Ян Ве́ля, псевдоним — Ра́дисерб (Радысерб) (англ. Jan Wjela, Jan Radyserb-Wjela, 8 января 1822 года, Жидов, Германия — 19 января 1907 года, Будишин, Германия) — лужицкий писатель, поэт, журналист и общественный деятель. Писал на верхнелужицком языке.

## Биография
Родился 8 января 1822 года в деревне Жидов (Зейдау, сегодня — часть Баутцена). Обучался в средних школах в городах Радибор и Лога. С 1836 года занимался преподавательской деятельностью. Окончил педагогическое училище в Будишине. В 1842 году окончил педагогическое училище. С 1842 года по 1844 год преподавал в школе в деревне Канневиц, потом до 1852 года был учителем в средней школе в деревне Бурк.
В 1842 году опубликовал свои первые стихотворения в газете «Tydźenska Nowina». В 1844 году вступил в лужицкое культурно-просветительское общество «Матица сербская».
В период революционного движения в Восточной Пруссии 1848—1849 годов придерживался революционных взглядов. Вместе с Яном Бартко основал в 1848 году еженедельник «Serbski Nowinkar», который был позднее запрещён за пропаганду радикально-революционных взглядов.
С 1852 года проживал в родной деревне Жидов, где продолжал заниматься преподавательской деятельностью. С 1853 года был редактором журнала «Časopis Maćicy Serbskeje». В 1889 году вышел на пенсию и стал проживать в Будишине. В 1896 году был избран почётным членом «Матицы сербской».
Скончался 19 января 1907 года в Будишине.

### Сочинения
- Pójdančka k wubudźenju a k polěpšenju wutroby za Serbow, (1847);
- Nadpad pola Bukec 1758, 1852);
- Křiž a połměsac abo Turkojo před winom w lěće 1683, (1883);
- Trójniki — zběrka powědančkow (1885);
- Bitwa pola Budyšina 1813, (1891);
- Nowe trójniki, (1893);
- Zabawki. Swojim lubym Serbam, (1896);
- Zabawy. Powědančka za lubych Serbow, (1901).